# 語言本能
《語言本能－探索人類語言進化的奧秘》（英語：The Language Instinct: How the Mind Creates Language）是加拿大–美國認知科學家史迪芬·平克於1994年出版的科普書籍，書中平克主張人類的語言並不是文化的產物，而是一種本能，就好像蜘蛛知道如何結網一樣。從語言是人類生物本能的角度，平克在書中廣泛討論了幾乎所有跟語言相關的問題或迷思，如：語言是否決定了一個民族文化的高低，我們是否需要語言才能思考，英文的不規則動詞是否是自找麻煩，為什麼我們會用弦外之音的方式說話...。針對各個問題，平克以幽默甚至像是聊天的語氣舉出許多生動的實例，論述上更保持清晰和強而有力的邏輯性。《語言本能》在1999年被科學美國人雜誌選為塑造出20世紀的100本書之一。

## 外部連結
- Pinker's website on The Language Instinct
- A review （页面存档备份，存于） (PDF document) by Randy Harris for The Globe and Mail.
- Sampson's website on The ‘Language Instinct’ Debate （页面存档备份，存于）